# Cañada Juncosa
Cañada Juncosa – gmina w Hiszpanii, w prowincji Cuenca, w Kastylii-La Mancha, o powierzchni 42,72 km². W 2011 roku gmina liczyła 294 mieszkańców.